# Októniók
A matematikában az októniók egy normált osztó algebra a valós számok felett, egyfajta hiperkomplex számrendszer. Az októniókat általában az {\displaystyle \mathbb {O} } jellel jelölik. Az „oktonokat” először 1843-ban John Thomas Graves írta le William Rowan Hamiltonnak írt levelében. Ettől függetlenül leírásukat Arthur Cayley adta ki (először) algebrai műveiben 1845-ben.

Oktonionok szorzása a Fano sík segítségével

Az októnióknak nyolc dimenziójuk van; kétszer annyi dimenzió, mint a kvaternióknak, és az októniók a kvaterniók kiterjesztései. Nem kommutatívak és nem asszociatívak, de kielégítik az asszociativitás gyengébb formáját; nevezetesen alternatívak. Emellett hatvány-asszociatívak is.
Az októniók nem olyan ismertek, mint a kvaterniók és a komplex számok, amelyeket sokkal szélesebb körben tanulmányoznak és használnak. Az októniók kapcsolatban állnak kivételes struktúrákkal a matematikában, köztük a kivételes Lie-csoportokkal. Az októnióknak alkalmazásai vannak olyan területeken, mint a húrelmélet, a speciális relativitás és a kvantumlogika. Az októniók Cayley–Dickson-konstrukciójának alkalmazása az októniókból a szedéniókat eredményezi.